# Communauté de communes Médoc Atlantique
Die Communauté de communes Médoc Atlantique ist ein französischer Gemeindeverband mit der Rechtsform einer Communauté de communes im Département Gironde in der Region Nouvelle-Aquitaine. Sie wurde am 12. Dezember 2016 gegründet und umfasst 14 Gemeinden. Der Verwaltungssitz befindet sich im Ort Soulac-sur-Mer.

## Mitgliedsgemeinden
| Gemeinde                                | Einwohner 1. Januar 2022 | Fläche km² | Dichte Einw./km² | Code INSEE | Postleitzahl |
| --------------------------------------- | ------------------------ | ---------- | ---------------- | ---------- | ------------ |
| Carcans                                 | 2.415                    | 175,40     | 14               | 33097      | 33121        |
| Grayan-et-l’Hôpital                     | 1.545                    | 45,40      | 34               | 33193      | 33590        |
| Hourtin                                 | 4.028                    | 190,50     | 21               | 33203      | 33990        |
| Jau-Dignac-et-Loirac                    | 982                      | 41,23      | 24               | 33208      | 33590        |
| Lacanau                                 | 5.389                    | 214,02     | 25               | 33214      | 33680        |
| Le Verdon-sur-Mer                       | 1.389                    | 17,09      | 81               | 33544      | 33123        |
| Naujac-sur-Mer                          | 1.102                    | 98,55      | 11               | 33300      | 33990        |
| Queyrac                                 | 1.357                    | 30,73      | 44               | 33348      | 33340        |
| Saint-Vivien-de-Médoc                   | 1.822                    | 29,40      | 62               | 33490      | 33590        |
| Soulac-sur-Mer                          | 3.011                    | 28,89      | 104              | 33514      | 33780        |
| Talais                                  | 756                      | 15,27      | 50               | 33521      | 33590        |
| Valeyrac                                | 544                      | 13,49      | 40               | 33538      | 33340        |
| Vendays-Montalivet                      | 2.820                    | 101,46     | 28               | 33540      | 33930        |
| Vensac                                  | 1.146                    | 34,00      | 34               | 33541      | 33590        |
| Communauté de communes Médoc Atlantique | 28.306                   | 1.035,43   | 27               | –          | –            |